# (44530) Horáková
(44530) Horáková, désignation internationale (44530) Horakova, est un astéroïde de la ceinture principale.

## Description
(44530) Horakova est un astéroïde de la ceinture principale. Il fut découvert le 25 décembre 1998 à l'Observatoire Kleť par Jana Tichá et Miloš Tichý. Il présente une orbite caractérisée par un demi-grand axe de 2,58 UA, une excentricité de 0,23 et une inclinaison de 11,7° par rapport à l'écliptique.

## Compléments